# Timucuy (kommun)
Timucuy är en kommun i Mexiko.   Den ligger i delstaten Yucatán, i den östra delen av landet, 1 000 km öster om huvudstaden Mexico City. Antalet invånare är 6 833. Arean är 63 kvadratkilometer.
Terrängen i Timucuy är mycket platt.
Följande samhällen finns i Timucuy:
- Timucuy